# Wyndham Hayward
Wyndham Hayward (1903 - 1980 ) fue un botánico estadounidense, habiendo trabajado extensamente en Lakemont Gardens, del Winter Park.

## Honores
Por su actividad científica, recibe en 1958, la medalla Herbert

### Epónimos
- (Amaryllidaceae) Lycoris haywardii  Traub 1957[2]
- La abreviatura «W.Hayw.» se emplea para indicar a Wyndham Hayward como autoridad en la descripción y clasificación científica de los vegetales.[3]